# Nicușor Dan
Nicușor Daniel Dan (romunsko: [nikuˈʃor daniˈel ˈdan]), romunski politik in matematik; * 20. december 1969, Făgăraș.
Je romunski politik, matematik in aktivist. Leta 2025 je postal predsednik Romunije. Pred tem je bil od leta 2020 do 2025 župan Bukarešte in od leta 2016 do 2020 član poslanske zbornice.
Dan, rojen v Făgărașu v okrožju Brašov, je bil v mladosti uspešen matematik; med drugim je na mednarodnih matematičnih olimpijadah leta 1987 in 1988 osvojil zlati medalji ter dosegel odlične rezultate. Matematiko je začel študirati na Univerzi v Bukarešti, nato pa se je preselil v Francijo, kjer je magistriral na École normale supérieure in doktoriral na Univerzi Paris 13. Po vrnitvi v Romunijo je Dan ustanovil Școala Normală Superioară București, institucijo, katere cilj je bil usmerjati najbolj nadarjene romunske študente k znanstvenemu raziskovanju, in postal državljanski aktivist.
Leta 2015 je Dan ustanovil Unijo za reševanje Bukarešte (USB), ki se osredotoča na boj proti korupciji in ohranjanje kulturne dediščine. Leto kasneje je soustanovil Unijo za reševanje Romunije (USR), vendar je leta 2017 iz stranke odstopil zaradi njenega progresivnega premika in se raje odločil za bolj centrističen pristop. Dan je bil član poslanske zbornice od leta 2016, preden je bil leta 2020 izvoljen za drugega neodvisnega župana Bukarešte, znova je bil izvoljen tudi leta 2024. Kot župan se je osredotočil na javno infrastrukturo in preglednost, čeprav je bil deležen kritik zaradi zamud pri gradnji.
Dan je na predsedniških volitvah leta 2025 kot neodvisni kandidat kandidiral in v prvem krogu prejel 21 odstotka glasov ter se uvrstil na drugo mesto. V drugem krogu se je pomeril z ustanoviteljem Zavezništva za zvezo Romunov (AUR), skrajno desnim populistom Georgeem Simionom in ga premagal s 53,6 odstotka glasov. Dan je kandidiral na prozahodni platformi, kar je bilo v nasprotju z nacionalističnim in evroskeptičnim stališčem njegovega nasprotnika.

## Mladost in izobraževanje
Rodil se je v Făgărașu v okrožju Brašov in obiskoval srednjo šolo Radu Negru v svojem rodnem mestu, kjer je leta 1988 maturiral. Leta 1987 in 1988 je na mednarodnih matematičnih olimpijadah dosegel prvo mesto z odličnim rezultatom. Dan se je pri 18 letih preselil v Bukarešto in začel študirati matematiko na Univerzi v Bukarešti.
Leta 1992 se je preselil v Francijo, da bi nadaljeval študij matematike; obiskoval je École Normale Supérieure, eno najprestižnejših francoskih visokih šol, kjer je magistriral. Leta 1998 je doktoriral iz matematike na Univerzi Pariz 13. Istega leta se je vrnil v Bukarešto, kot razloge pa je navedel kulturne razlike in željo po spremembi Romunije.
Dan je bil eden od ustvarjalcev in prvi upravni direktor Școala Normală Superioară București, univerze, ustanovljene po vzoru francoske École Normale Supérieure v okviru Matematičnega inštituta Romunske akademije. Od 2011 je bil na tem inštitutu profesor matematike.

## Aktivizem
Leta 1998 je Dan ustanovil Asociația "Tinerii pentru Acțiune Civică" (Združenje "Mladi za državljansko akcijo"), za katero je želel zbrati tisoč mladih, ki so želeli spremeniti Romunijo. Kljub neuspehu pri doseganju ciljev je združenje leta 2000 in 2002 organiziralo dva foruma za mlade, ki so študirali v tujini, ki se ju je udeležilo nekaj sto ljudi. Kot rezultat teh forumov je bilo leta 2000 ustanovljeno Združenje romunskih raziskovalcev "Ad Astra".

## Politična kariera
Dan je svojo kandidaturo za župana Bukarešte napovedal novembra 2011. Za zbiranje 36.000 podpisov, potrebnih za njegovo kandidaturo, saj ga ni podpirala nobena stranka, se je zanašal na mrežo prostovoljcev, organiziranih na Facebooku. Za zbiranje podpisov je 22. aprila v Arenele Romane organiziral tudi koncert, na katerem je pro bono nastopilo 15 skupin in glasbenikov. Med 12 urnim programom so zbrali štiri tisoč podpisov.

Med njegovimi predlaganimi projekti so bili vzpostavitev lahke železniške infrastrukture na obstoječih železniških progah v Bukarešti, vzpostavitev infrastrukture za dajanje prednosti javnemu prevozu pred drugim prometom na križiščih, utrditev stavb, ki jih lahko prizadenejo potresi, zaščita mestnih zelenih površin in odstranitev nezakonito zgrajenih stavb iz parkov.
Dan trdi, da je pomembno spodbuditi mlade, da ostanejo v mestu, tako da ga spremenimo v regionalno središče IT, kreativnih industrij in visokega šolstva ter privabimo vlagatelje in usposobljene ljudi iz vse regije.
Potem ko je leta 2015 registriral Unijo za reševanje Bukarešte (USB) kot politično stranko, je Dan leta 2016 ponovno kandidiral za župana Bukarešte. Tokrat so volitve potekale v enem krogu. Prejel je 30,52 odstotka vseh glasov in izgubil proti socialistični kandidatki Gabrieli Firea, ki je prejela 42,97 odstotka glasov.
Na volitvah je Danu uspelo pritegniti mlade volivce, saj je bila več kot polovica njegovih volivcev mlajših od 40 let.
Leta 2016 je Nicosur Dan razširil gibanje na nacionalno raven in ustanovil stranko Zveza za reševanje Romunije (USR). Postal je njen prvi predsednik, stranka pa je hitro postala pomembna opozicijska sila, znana po svojem zavzemanju za pravno državo, transparentnost in evropsko usmerjenost. Dan je bil izvoljen v romunski parlament kot poslanec, vendar je leta 2017 zaradi notranjih nesoglasij glede ideološke smeri zapustil USR in se vrnil k lokalni politiki.
Leta 2020 je Nicosur Dan vnovič kandidiral za župana Bukarešte kot neodvisni kandidat s podporo USR in PNL (liberalne stranke) in bil izvoljen. Osredotočil se je na izboljšanje infrastrukture, modernizacijo javnih storitev in boja proti podedovani korupciji v mestni upravi. Do leta 2025 je ostal pomembna figura v romunski lokalni politiki, pri čemer so ga podpirali volivci, ki so si želeli strokovnega in neideološkega vodenja mestne uprave.

## Predsedniška kampanja 2025
Po incidentu na trgu Piața Unirii je bil Dan deležen še večje naklonjenosti med prebivalci Bukarešte, saj so ga imenovali branik proti razširjeni korupciji v državi in edini, ki se je učinkovito uprl koaliciji PSD-PNL. To je sprožilo ugibanja o morebitni predsedniški kandidaturi na naslednjih volitvah. 16. decembra je svojo kandidaturo tudi uradno napovedal, in sicer po tem, ko so bile volitve leta 2024 razveljavljene zaradi ruskega vmešavanja.
Dan je v prvem krogu volitev 4. maja zasedel drugo mesto z 20,99 odstotka glasov. 18. maja se je v drugem krogu pomeril z Georgeom Simionom in zmagal na predsedniških volitvah s 53,6 odstotka glasov.

## Predsednik Romunije
Dan je bil na položaj predsednika imenovan 26. maja 2025. V svojem nastopnem govoru je obljubil, da se bo spopadel z gospodarskimi težavami Romunije, hkrati pa ocenil, da romunska država troši več, kot si lahko privošči. Obljubil je tudi, da bo postal predsednik, odprt za glas družbe.
Dan je 20. junija 2025 za predsednika vlade imenoval Ilieja Boložana, ki je bil pred tem vršilec dolžnosti predsednika.

## Osebno življenje
Dan živi s svojo dolgoletno partnerico Mirabelo, direktorico pri Renaultu . Maja 2016 se jima je rodila hči, maja 2022 pa sin.